# Costas Lapavitsas

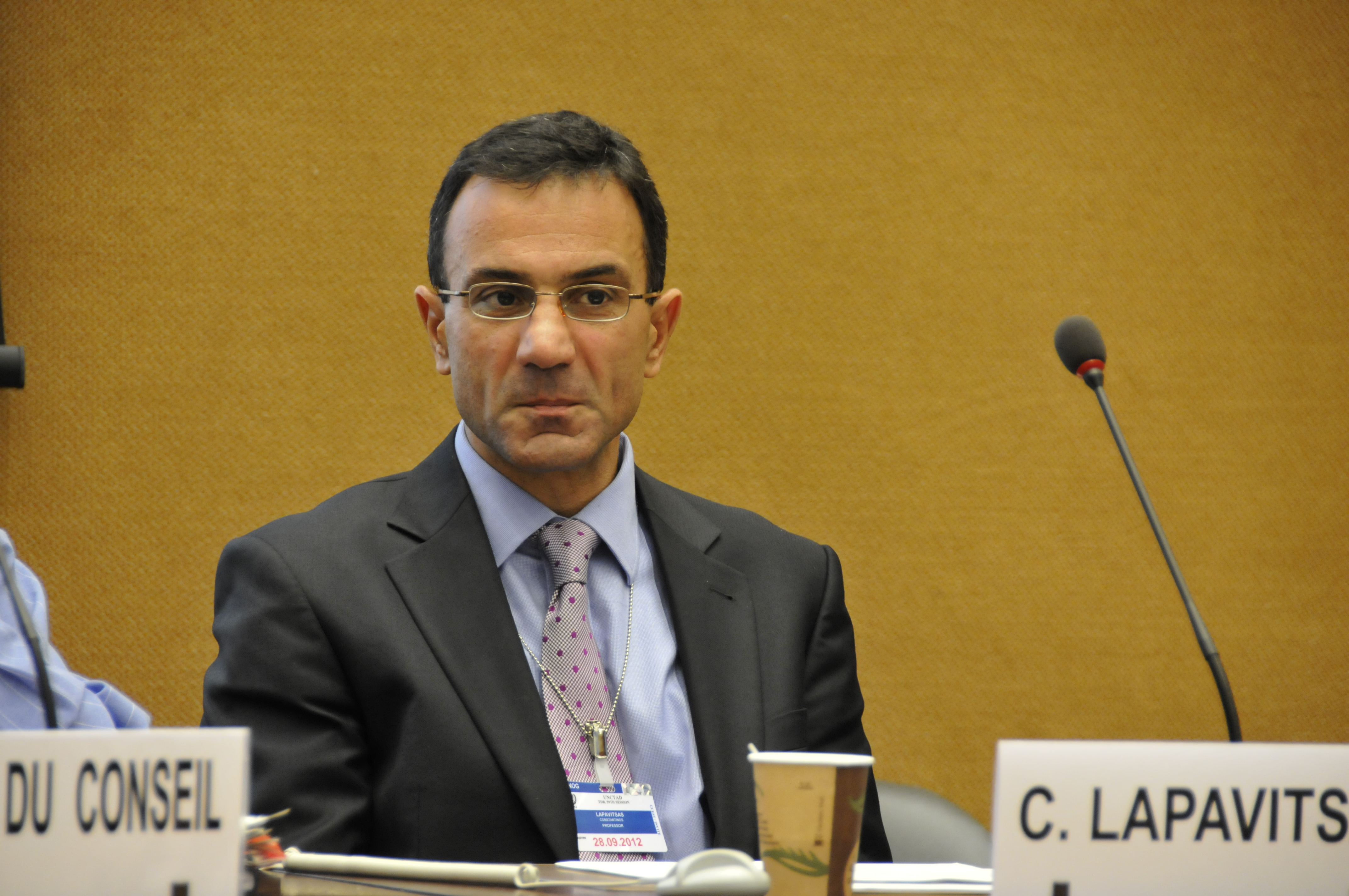
Costas Lapavitsas (2012)

Costas Lapavitsas (griechisch Κωνσταντίνος Λαπαβίτσας, geboren 20. Januar 1961 in Thessaloniki) ist ein griechischer Ökonom.     

## Leben
Costas Lapavitsas studierte an der London School of Economics und erhielt dort 1982 einen Master. 1986 wurde er am Birkbeck College promoviert (PhD).  Seit 1999 arbeitet er als Dozent an der School of Oriental and African Studies der Universität London und wurde dort 2008 als Professor berufen. 
Im Jahr 2007 gründete er mit der Gruppe Research on Money and Finance (RMF) ein Netzwerk von Ökonomen, die sich mit der Geld- und Finanzpolitik im gegenwärtigen Kapitalismus befassen. Lapavitsas ist seit 2008 regelmäßiger Kolumnist im The Guardian.
Bei der Parlamentswahl im Januar 2015 wurde Lapavitsas als Abgeordneter des Wahlkreises Imathia für die Partei SYRIZA ins griechische Parlament gewählt. In der Griechischen Staatsschuldenkrise forderte er 2015 von der Regierung Tsipras den Ausstieg aus dem Euro.

## Schriften
- The Left Case Against the EU. Cambridge : Polity Press, 2018 ISBN 9781509531066
- mit Heiner Flassbeck: Nur Deutschland kann den Euro retten. Der letzte Akt beginnt. Westend, Frankfurt am Main 2015
- Lexē pros lexē : keimena gia tēn ellēnikē krisē, 2010-2013. Athen : Topos, 2014 ISBN 978-9-60499-096-2 (he)
- Profiting Without Producing: How Finance Exploits Us All. Verso, London/New York 2013.
- Financialisation in crisis. Brill, Leiden/Boston 2012.
- mit Eustache Kouvélakis (Hrsg.): Crisis in the Eurozone. Verso, London/New York 2012.
- Systemic Failure of Private Banking. A Case for Public Banks. In: Philip Arestis, Malcolm Sawyer (Hrsg.): 21st century Keynesian economics. Palgrave Macmillan, Basingstoke 2010, S. 162–201.
- Social foundations of markets, money, and credit. Routledge, London/New York 2003
- mit Makoto Itoh: Political Economy of Money and Finance. Macmillan, London 1998.